# Ивайло Цветков (футболист, р. 1987)
Вижте пояснителната страница за други личности с името Ивайло Цветков.
Ивайло Данчов Цветков (познат с прозвището Пифа) е български футболист, полузащитник, състезател от 2013 година на ФК Сливнишки герой (Сливница).

## Кратка спортна биография

### Славия
Роден е на 18 август 1987 г. в София. Започва да тренира футбол още като дете в ДЮШ на ПФК Славия (София), като е считан за един от големите таланти в школата на столичния клуб. Прави дебют през 2007 г. за първия състав на Славия при победата над Берое с 4-2, като шанс му дава Альоша Андонов. Следва мач на Славия с отбора на ПФК Левски (София) като гости, в който играе 15 минути, при загубата с 2-0, а треньор му е сръбският специалист Ратко Достанич.

### Миньор и Рилски спортист
Подписва първи професионален договор с „белите“, за срок от три години, но скоро е преотстъпен в ПФК Миньор (Перник), изиграва 15 мача за отбора и отбелязва 3 гола. През 2008 г. изиграва 25 мача с екипа на изпадналия в „Б“ ПФГ отбор на Рилски спортист.

### Сливнишки герой
Привлечен е в отбора на ФК Сливнишки герой (Сливница) през лятото на 2008 г., като бързо се превръща в любимец на публиката от Сливница. Преминава проби в дублиращия състав на ПФК ЦСКА (София) през същата година, но не подписва договор с клуба.

### Швеция
Заминава за Швеция през 2009 г., където играе за тимовете на Ексерат (Швеция), ИФК Суне (Швеция) и ИФК Викинг (Швеция).

### Отново в България
След завръщането си в България играе за ОФК Костинброд (Костинброд) и Ботев (Ихтиман). В началото на януари 2013 г. преминава отново в отбора на Сливнишки герой, с който играе в югозападната „В“ АФГ.

### Национален отбор
На 28 март 2007 г. прави дебют за Националния отбор на България (до 21 г.), с който играе в мач срещу Украйна, завършил 2:1 на стадион „Българска армия“. В срещата влиза като резерва на Владимир Гаджев в 77-а минута. Треньор на отбора е Александър Станков.